# Just Cause (computerspelserie)
Just Cause is een reeks action-adventurespellen ontwikkeld door Avalanche Studios. De serie wordt tegenwoordig uitgegeven door Square Enix, waar de eerste twee spellen door Eidos Interactive werden uitgegeven. De naam van de serie is afgeleid van Operatie Just Cause, de codenaam van de Amerikaanse invasie in Panama van 1989-1990.

## Gameplay
De Just Cause-spellen spelen zich af in een open wereld gebaseerd op echte locaties. De spellen zijn third-person shooters, met een grote nadruk op dynamische bewegingsmogelijkheden. Zo kan de speler in het spel naast lopen ook skydiven, parapenteren en zwemmen. Daarnaast kan de speler gebruik maken van een enterhaakwapen om zichzelf ergens naartoe te trekken of om objecten en/of personages tegen naar elkaar te laten vliegen. De speler kan in het spel een variëteit aan luchtvaartuigen, voertuigen en vaartuigen besturen.

## Spellen
| Release | Titel        | Platform                               |
| ------- | ------------ | -------------------------------------- |
| 2006    | Just Cause   | PlayStation 2, Windows, Xbox, Xbox 360 |
| 2010    | Just Cause 2 | PlayStation 3, Windows, Xbox 360       |
| 2015    | Just Cause 3 | PlayStation 4, Windows, Xbox One       |
| 2018    | Just Cause 4 | PlayStation 4, Windows, Xbox One       |